# Una pietra sopra
Una pietra sopra. Discorsi di letteratura e società, è una raccolta di saggi letterari pubblicata da Italo Calvino in prima edizione nel 1980 per la collana "Gli Struzzi" dell'Editore Einaudi.

## Contenuto
Contiene saggi letterari pubblicati da Calvino su riviste e quotidiani tra il 1955 e il 1978. Le tematiche sono molto varie e gli scritti sono stati selezionati in modo da formare, per intenzioni dichiarate dell'autore, una forma di autobiografia intellettuale. Vi si leggono interventi critici, profili di autori, riflessioni sulla scrittura, sullo stile, sulla lingua e sulle tecniche dello scrivere.

## Sommario
- Presentazione
- Il midollo del leone
- Natura e storia del romanzo
- Il mare dell'oggettività
- Tre correnti del romanzo italiano d'oggi
- Pavese: essere e fare
- Dialogo di due scrittori in crisi
- La «belle époque» inaspettata
- I beatniks e il «sistema»
- La sfida al labirinto
- Un'amara serenità
- L'antitesi operaia
- Non darò più fiato alle trombe
- L'italiano, una lingua tra le altre lingue
- L'antilingua
- Vittorini: progettazione e letteratura
- Filosofia e letteratura
- Definizioni di territori: il comico
- Per chi si scrive? (Lo scaffale ipotetico)
- Cibernetica e fantasmi (Appunti sulla narrativa come processo combinatorio)
- Il rapporto con la luna
- Due interviste su scienza e letteratura
- Per una letteratura che chieda di più (Vittorini e il Sessantotto)
- La letteratura come proiezione del desiderio (Per l'Anatomia della critica di Northrop Frye)
- La macchina spasmodica
- Il mondo alla rovescia
- Definizioni di territori: l'erotico (Il sesso e il riso)
- Definizioni di territori: il fantastico
- Il romanzo come spettacolo
- Per Fourier 1. La società amorosa
- Per Fourier 2. L'ordinatore dei desideri
- Per Fourier 3. Commiato. Utopia pulviscolare
- L'estremismo
- Lo sguardo dell'archeologo
- I Promessi Sposi: il romanzo dei rapporti di forza
- Un progetto di pubblico
- Gli dèi della città
- Usi politici giusti e sbagliati della letteratura
- La penna in prima persona (Per i disegni di Saul Steinberg)
- Il sigaro di Groucho
- Le parolacce
- Note sul linguaggio politico
- I livelli della realtà in letteratura

## Edizioni
- Una pietra sopra. Discorsi di letteratura e società, Collana Gli struzzi n. 219, Torino, Einaudi, 1980.
- Una pietra sopra, Collana Oscar Opere di Italo Calvino, Milano, Mondadori, 1995. Collana Oscar moderni, Mondadori, 2016.
- in Saggi, 1945-1985 (2 tomi), a cura di Mario Barenghi, Collana I Meridiani, Milano, Mondadori, 1995.